# 环丁烷
环丁烷（Cyclobutane），分子式C4H8，是四个碳的环烷烃。
环丁烷的四个碳原子不在同一平面内，C(1)C(2)C(4)平面和C(2)C(3)C(4)平面间的夹角约为35°，为环丁烷的折叠型构象（puckered conformation），在此构象中 C-H 键之间的扭转角约为25°。两个折叠型构象可通过环的翻转互变，它们之间的能垒约为6.3kJ/mol。势能曲线图的峰顶为平面构象。
天然存在的梯烷中含有很多个稠合的环丁烷。环丁烷與氟氣反應生成八氟環丁烷。

## 理化性质
- 液体密度（12.5℃，101.325kPa）：702.5 kg/m3

- 气体密度（101.325kPa，20℃）：2.405 kg/m3

- 相对密度（101.325kPa，20℃）：1.996

- 比容（101．325kPa，21.1℃）：0.4307m3/kg

- 气液容积比（15℃，100kPa）： 292L/L

- 熔化热（-90.7℃）：19.4kJ/kg

- 气化热（△Hv，12.5℃）：431.1kJ/kg

- 比热容
  - 气体（101.325kPa，25℃）：Cp=1.339kJ/(kg·K)
  - 液体（12℃）： 1.895kJ/(kg·K)

- 蒸气压
  - -56.13℃：3.242kPa
  - -15.82℃：31.541kPa
  - -3.06℃：55.229kPa

- 黏度（气体，101.325kPa，12.5℃）：0.00830mPa·S

- 导热系数（气体，101.325kPa，25℃）：0.01481W/(m·K)

- 折射率（液体，25℃）：1.362

- 易燃性级别：3

- 毒性级别：1。环丁烷是无毒性气体，但是在高浓度下有轻微麻醉作用，对中枢神经有抑制作用。

- 反应活性级别：0

环丁烷在常温常压下为无色可燃性无毒气体。易液化，在20℃时S.P.为130kPa。环丁烷稳定性比环丙烷强。

## 制法
- 环丁烯在镍催化剂和100℃下氢化。

- 环丁基溴化物转换成环丁基溴化镁，然后水解而成。

- 环丁酮的华明龙还原法，联氨和氢氧化钾在乙二醇乙烯中反应。

- 环丁烷羧酸通过hundsdiecker反应而得。

## 用途
用于四节环的生理化学研究，溶剂，合成中间体。

## 外部連結
- 數據表
- 以3D角度看環丁烷